# Точка Брокара
Точка Брокара — одна из двух точек внутри треугольника, возникающих на пересечении отрезков, соединяющих вершины треугольника с соответствующими свободными вершинами треугольников, подобных данному треугольнику и построенных на его сторонах. Считаются замечательными точками треугольника, с их помощью строятся многие объекты геометрии треугольника (в том числе окружность Брокара, треугольник Брокара, окружность Нейберга).
Названы по имени французского метеоролога и геометра Анри Брокара, описавшего точки и их построение в 1875 году, однако были известны и ранее, в частности, были построены в одной из работ немецкого математика и архитектора Августа Крелле, изданной в 1816 году.
В энциклопедии центров треугольника первая точка Брокара идентифицируется как {\displaystyle X(39)}.

## Определение
В треугольнике {\displaystyle \triangle ABC} со сторонами {\displaystyle a}, {\displaystyle b}, и {\displaystyle c}, противолежащими вершинам {\displaystyle A}, {\displaystyle B} и {\displaystyle C} соответственно, имеется всего одна точка {\displaystyle P} такая, что отрезки прямых {\displaystyle AP}, {\displaystyle BP} и {\displaystyle CP} образуют один и тот же угол {\displaystyle \omega } со сторонами {\displaystyle c}, {\displaystyle a} и {\displaystyle b} соответственно: {\displaystyle \angle PAB=\angle PBC=\angle PCA}. Точка {\displaystyle P} называется первой точкой Брокара треугольника {\displaystyle \triangle ABC}, а угол {\displaystyle \omega } — углом Брокара треугольника.
Для угла Брокара {\displaystyle \omega } выполняется следующее тождество: {\displaystyle \mathrm {ctg} \,\omega =\mathrm {ctg} \,\angle BAC+\mathrm {ctg} \,\angle ABC+\mathrm {ctg} \,\angle ACB}.
Для угла Брокара {\displaystyle \omega } выполняется следующее неравенство Йиффа:
{\displaystyle 8\omega ^{3}\leq \alpha \beta \gamma }, где {\displaystyle \alpha =\angle BAC,\beta =\angle ABC,\gamma =\angle ACB} — углы искомого треугольника.
В треугольнике {\displaystyle \triangle ABC} имеется также вторая точка Брокара {\displaystyle Q}, такая, что отрезки прямых {\displaystyle AQ}, {\displaystyle BQ} и {\displaystyle CQ} образуют один и тот же угол со сторонами {\displaystyle b}, {\displaystyle c} и {\displaystyle a} соответственно: {\displaystyle \angle QCB=\angle QBA=\angle QAC}. Вторая точка Брокара изогонально сопряжена с первой точкой Брокара, то есть угол {\displaystyle \angle PBC=\angle PCA=\angle PAB} равен углу {\displaystyle \angle QCB=\angle QBA=\angle QAC}.
Две точки Брокара тесно связаны друг с другом, различие между ними — в порядке, в котором нумеруются углы треугольника, так, например, первая точка Брокара треугольника {\displaystyle \triangle ABC} совпадает со второй точкой Брокара треугольника {\displaystyle \triangle ACB}.

## Построение
Наиболее известное построение точек Брокара — на пересечении окружностей, строящихся следующим образом: для {\displaystyle \triangle ABC} проводится окружность через точки {\displaystyle A} и {\displaystyle B}, касающаяся стороны {\displaystyle BC} (центр этой окружности находится в точке, которая лежит на пересечении серединного перпендикуляра к стороне {\displaystyle AB} с прямой, проходящей через {\displaystyle B} и перпендикулярной {\displaystyle BC}); аналогичным образом строится окружность через точки {\displaystyle B} и {\displaystyle C} и касающуюся стороны {\displaystyle AC}; третья окружность — через точки {\displaystyle A} и {\displaystyle C} и касающаяся стороны {\displaystyle AB}. Эти три окружности имеют общую точку пересечения, являющуюся первой точкой Брокара треугольника {\displaystyle \triangle ABC}. Вторая точка Брокара строится аналогично — строятся окружности: через {\displaystyle A} и {\displaystyle B}, касающаяся {\displaystyle AC}; через {\displaystyle B} и {\displaystyle C}, касающаяся {\displaystyle AB}; через {\displaystyle A} и {\displaystyle C}, касающаяся {\displaystyle BC}.

## Свойства
Однородные трилинейные координаты для первой и второй точек Брокара есть {\displaystyle c/b:a/c:b/a} и {\displaystyle b/c:c/a:a/b} соответственно. Таким образом, их барицентрические координаты соответственно {\displaystyle c^{2}a^{2}:a^{2}b^{2}:b^{2}c^{2}} и {\displaystyle a^{2}b^{2}:b^{2}c^{2}:c^{2}a^{2}.}
Точки Брокара лежат на окружности Брокара — окружности, диаметрально построенной на отрезке, соединяющем центр описанной окружности с точкой Лемуана. На ней также лежат вершины первых двух треугольников Брокара.
Точки Брокара сопряжены изогонально.
Точка Брокара — одна из 2 точек внутри треугольника, чьи чевианы образуют равные углы с тремя его сторонами, измеренными в трёх его вершинах.